# 현실적 서법
현실적 서법(realis mood)은 무언가가 실제로 문장에서 보여 주는 사건임을 나타내거나 그 사건이 아님을 나타내는 서법의 하나이다. 가장 일상적인 현실적 서법은 직설적인 서법(indicative mood)이 될 수도 있고 서술적인 서법(declarative mood)이 될 수 있다.
직설적인 서법의 예로 다음과 같은 문장을 들 수 있다.
내가 숙제를 하지 않았기에 수업에 낙제하였다.
As I did not do my homework, I failed the class.
만약 당신이 축구장에 간다면, 당신은 축구경기를 볼 수 있을 것이다.
If you go to the football stadium, you will see the football game.

## 같이 보기
- 비현실적 서법